# Martin XB-27
Martin XB-27 (Martin Model 182) byl projekt navržený americkým leteckým silám (USAAC, předchůdce USAAF) továrnou Martin. Armádní letectvo tehdy potřebovalo výkonný výškový střední bombardér. Projekt z velké části vycházel z osvědčeného typu Martin B-26 Marauder, upraveného pro lety ve velkých výškách (přetlaková kabina apod.). Projekt XB-27 se nedostal dále než do podoby výkresů a prototyp nebyl nikdy postaven.

## Specifikace (projektované)
- Osádka: 7
- Rozpětí: 25,6 m
- Délka: 18,5 m
- Výška: 6,10 m
- Vzletová hmotnost: 15 000 kg
- Pohonné jednotky: 2 × hvězdicový motor Pratt & Whitney R-2800-9
  - Výkon motoru: 2000 hp (1500 kW)

### Výkony
- Nejvyšší rychlost: 450 km/h
- Dostup: 10 200 m
- Dolet: 4600 km

### Výzbroj
- 3 × kulomet ráže 7,62 mm
- 1 × kulomet ráže 12,7 mm
- 1800 kg pum